# René Trellu
René Trellu né le 14 janvier 1889 à Ker Manac’h en Ploéven (Finistère) et mort le 3 juillet 1973 à Commana (Finistère) est un écrivain français.

## Biographie
René Trellu combat dans les rangs de l’armée française pendant la Première Guerre mondiale, assurant sept années de service militaire. Il est nommé instituteur à Commana (Finistère) en 1919 où il exerce avec son épouse, Marie Gabrielle née Galaine. En 1924 il est nommé à Saint-Thonan avant d'exercer à Brest de 1933 à 1942.
Le couple vient passer sa retraite à Commana ; René Trellu est alors correspondant du journal régional Le Télégramme de Brest et de l’Ouest. Il parcourt alors les campagnes avoisinantes et collecte entre 1943 et 1973 récits et bribes de contes auprès des personnes âgées de la région. Il les transcrit dans deux ouvrages : Contes et récits des monts d’Arrée et des montagnes Noires (1956) et Pilhou ha Bolennou (1971). Le premier est réédité en 1992  sous le titre Contes des monts d’Arrée et des montagnes Noires.

## Son œuvre
Seule son œuvre en langue française est présentée ici. C’est un recueil de treize contes : Les Crêpes de Sizun, Le Meunier du Drennec, La Chapelle des bergers, Le Diable et le sabotier, La Belle Meunière, Tonton Fanch, Le Petit Cimetière de Rumengol, Vonn Bécam, Louisic Piriou du Mougau Bihan, Le Fossoyeur rhumatisant, Polig de Brasparts entre au paradis, Le Puits du chien à Kergaraec en Brennilis, Veig Richou, 'Le Pillaouer de Loqueffret.
Baignant dans une atmosphère de merveilleux et de surnaturel, mêlant le réel et le surréel, ces contes sont la transcription de récits transmis principalement lors des veillées au coin du feu de génération en génération ; ils illustrent les croyances et les peurs de cette population de la Bretagne intérieure (région des monts d’Arrée principalement) où les traditions, les superstitions, les croyances d’antan, les peurs (celle du loup par exemple illustrée par le conte La Chapelle des bergers) sont restées longtemps plus vivaces qu’ailleurs : diables, korrigans, ankou, etc. Ces contes illustrent aussi les conditions de vie de cette population dans la première moitié du XXe siècle.

## Sources
- Contes et récits des monts d’Arrée et des montagnes Noires, Éditions du Télégramme de Brest et de l’Ouest, 1956 (réédité en 1992 sous le titre Contes des monts d’Arrée et des montagnes Noires dans « Mouez ar Menez » no 11 par l’Association des amis de l’écomusée des monts d’Arrée).
- Pilhou ha Bolennou, Éditions du Télégramme de Brest et de l’Ouest, 1971.